# Грин Маунтин Фолс (Колорадо)
Грин Маунтин Фолс (енгл. Green Mountain Falls) град је у америчкој савезној држави Колорадо.

## Демографија
По попису из 2010. године број становника је 640, што је 133 (-17,2%) становника мање него 2000. године.
| Група             | 2000.       | 2010.       |
| Белци             | 709 (91,7%) | 579 (90,5%) |
| Афроамериканци    | 1 (0,1%)    | 3 (0,5%)    |
| Азијати           | 3 (0,4%)    | 1 (0,2%)    |
| Хиспаноамериканци | 43 (5,6%)   | 30 (4,7%)   |
| Укупно            | 773         | 640         |